# Буве
Буве (на френски: Bouvet; на норвежки: Bouvetøya) е малък необитаем остров в южната част на Атлантическия океан, владение на Норвегия. Площта му е 49 km2. Разположен е при пресичането на гребените на Южноатлантическия и Африканско-Антарктическия хребет. Това е един от най-откъснатите острови на света, отдалечен на около 2400 km югозападно от нос Добра Надежда и на около 1700 km северно от Антарктида.

## История
Остров Буве е открит на 1 януари 1739 г. от френския мореплавател Жан Батист Шарл Буве дьо Лозие, под чието командване плават фрегатите „Aigle“ и „Marie“. Поради силни насрещни ветрове Буве дьо Лозие не успява да слезе на сушата, макар че прави опити цели 10 дни. Накрая мореплавателят е принуден да се върне обратно към нос Добра Надежда, убеден, че откритата от него суша е част от митичния Южен материк.
През 1772 г. на борда на HMS Resolution великият британски мореплавател капитан Джеймс Кук така и не успява да достигне до остров Буве. Въпреки това недвусмислено доказва, че тази суша не може да бъде част от Terra Australis, защото прекосява голяма област на 300 мили южно от предполагаемите координати на Буве. През 1775 г. Кук прави повторен опит да достигне до острова, който отново пропада. Така в течение на дълги години се загнездва съмнение относно действителното съществуване на острова. Главната причина за неуспеха на капитан Кук да открие острова е, че Буве дьо Лозие, както и всички останали мореплаватели от 18 век, не е разполагал с надеждни средства, позволяващи достатъчно точното определяне на географските координати. По негово време все още не бил създаден точен хронометър, необходим за изчисляването на географската дължина, а за намирането на остров, чиято площ е само 49 km², се изисква доста точна навигация.
Бенджамин Морел е първият, който стъпва на острова. През декември 1822 г. ловците от поверения му тюленоловен кораб „Wasp“ успяват да убият на Буве значително количество тюлени. На 10 декември 1825 г. островът е посетен от корабите „Sprightly“ и „Lively“, ръководени от капитан Норис, който обявява острова за собственост на Британската корона и му дава името Ливърпул.
Остров Буве е открит повторно през 1898 от германска експедиция, а норвежките полярни експедиции през 20-те години го обявяват за норвежко владение. С декрет на норвежкия крал на 23 януари 1928 г. Буве става норвежка територия под името Bouvetøya, което е официалното му име.
През 1898 г. за кратко на острова слизат и членовете на германската експедиция от изследователския кораб Valdivia. На тях се дължи окончателното точно определяне на географските координати на острова.
На 22 септември 1979 г. във водите на Индийския океан между островите Буве и Марион е извършен ядрен взрив. Експлозията е засечена от сателита Вела (Vela 6911) и случаят става известен като Инцидентът Вела. Така и не става ясно кой е отговорен за провеждането на атомния тест. Основните подозрения падат върху ЮАР, за която има съмнения, че поддържа нерегламентирано сътрудничество в областта на ядреното оръжие с Израел, но така и нищо не се доказва със сигурност.

## География
Остров Буве е разположен на 54° 26' южна ширина и 3° 24' източна дължина. Площта му е 49 km2, дължината му е приблизително 10 km, ширината – 7 km, а дължината на бреговата му линия – 29,6 km. Най-високата точка на острова е връх Олаф, висок 780 m. В централната част на Буве се намира запълненият с лед кратер на изгасналия вулкан Вилхелм II. Около 93% от територията на Буве е покрита от ледници. Най-големите са глетчерът Посадовски на северното крайбрежие и глетчерът Кристенсен на южното. Крайбрежието на Буве се характеризира със стръмни, високи до 500 m отвесни стени. Навигацията в близост до острова е силно затруднена поради непълното картиране на плитчините и многобройните рифови участъци в крайбрежните води.

## Климат
Буве има морски антарктически климат. Хубавото време е извънредно рядко явление, а средната годишна температура е −1,5 °C. Температурата на морската вода е близка до замръзването през цялата година, а крайбрежието често е сковано от лед или задръстено от айсберги. Като правило за Буве целогодишно са характерни ниската облачност и гъстите мъгли.

## Флора и фауна
Растителността на Буве е изключително оскъдна. Освен няколко вида лишеи и мъхове, на острова висши растения не се срещат. Мъховете са по-ограничена група, защото разпространението им зависи от влажността. Ето защо най-приспособените към студения и сух климат на Буве са лишеите.
Каменистото крайбрежие на острова е обиталище на тюлени, а по участъците, свободни от лед, гнездят многочислени колонии от морски птици. Там е съсредоточена и оскъдната растителност на острова, в която живеят някои насекоми и кърлежи. Колонията от неколкостотин пингвини Адели на Буве е най-северната от техния ареал на разпространение. През 1981 г. на острова са преброени общо над 100 хил. пингвини рокхопър (златокос пингвин) и над 10 хил. субантарктически пингвина.
Още през 1935 г. всички видове тюлени на острова са обявени за защитени и всякаква тюленоловна дейност е прекратена. През 1971 г. норвежкото правителство обявява острова за природен резерват.